# Chu Đôn Di
Chu Đôn Di (chữ Hán: 周敦頤, ngày 1 tháng 6, 1017 – ngày 14 tháng 7, 1073) tên khác Chu Nguyên Hạo (周元皓), nguyên danh Chu Đôn Thực (周敦实), tự Mậu Thúc (茂叔), là một triết gia của đời Tống, sinh ở Vĩnh Châu, tỉnh Hồ Nam. Tôn xưng là Chu Liêm Khê. Ông được xây dựng nền lý học lúc đời nhà Tống, và đã có công làm sống động lại đạo Nho. Ông cũng sửa lại những tư tưởng về Dịch học phái, và cho rằng trước Thái cực còn có Vô Cực. Ông dạy rằng người ta có thể học dùng khí-công theo những nguyên tắc của tự nhiên. Ông học với hai thầy Trình Di (程頤) và Trình Hạo (程顥).
Ông viết quyển sách nổi tiếng như Thái cực đồ thuyết, Thông thư, và bài Ái liên thuyết, tức là thuyết yêu hoa sen.

## Gia quyến

### Phụ mẫu:
- Phụ thân: Chu Phụ Thành (周辅成; ? - 1032), nguyên danh Chu Hoài Thành (周怀成), tự Mạnh Khuông (孟匡), Hoàng Cương Huyện úy → Quế Lĩnh Huyện lệnh.
- Mẫu thân: Trịnh thị (郑氏; 982 - 1037), người Hành Châu, nguyên quán Khai Phong, anh trai là Long Đồ các Học sĩ Trịnh Hướng (郑向), Trịnh thị trước gả Lư lang trung, sinh một con trai tên Lư Đôn Văn (卢敦文), Lư lang trung qua đời, Trịnh thị tới giá Chu Phụ Thành.

### Anh chị em:
- Anh trai cùng cha khác mẹ: Chu Lệ (周砺), do nguyên phối Đường thị sở sinh
- Anh trai cùng me khác cha: Lư Đôn Văn (卢敦文)
- Chị gái: Chu Quý Thuần (周季淳; 1012 - 1030)
- Em trai: Chu Đôn Bí (周敦贲; 1021 - 1030)

## Khái niệm chủ yếu
- "Trung thông ngoại trực" (Trong suốt, ngoài thẳng) - Chu Đôn Di viết trong bài Ái liên thuyết (愛蓮說): Trung thông ngoại trực, bất mạn bất chi (中通外直、不蔓不枝), nghĩa là mình nên rỗng ở trong, thẳng ở ngoài, không có sợi ác, không có cành queo.